# U-21サッカーフェロー諸島代表
U-21サッカーフェロー諸島代表（U-21サッカーフェローしょとうだいひょう、英語: Faroe Islands national under-21 football team）は、フェロー諸島サッカー協会によって編成されるフェロー諸島のサッカーの21歳以下のナショナルチームである。21歳以下を対象とするUEFA U-21欧州選手権に出場するためのチームである。

## 概要
フェロー諸島がUEFAに加盟した1990年から16年後の2006年、UEFA U-21欧州選手権に出場するためU-21フェロー諸島代表が設立された。2009年大会の予選から正式に活動をスタートさせたが、設立以降UEFA U-21欧州選手権の本大会に出場したことはない。

## UEFA U-21欧州選手権の成績
| 開催年 | 結果                         | 試       | 勝       | 分       | 負       | 得       | 失       |
| ------ | ---------------------------- | -------- | -------- | -------- | -------- | -------- | -------- |
| 2009   | 予選敗退                     | 予選敗退 | 予選敗退 | 予選敗退 | 予選敗退 | 予選敗退 | 予選敗退 |
| 2011   | 予選敗退                     | 予選敗退 | 予選敗退 | 予選敗退 | 予選敗退 | 予選敗退 | 予選敗退 |
| 2013   | 予選敗退                     | 予選敗退 | 予選敗退 | 予選敗退 | 予選敗退 | 予選敗退 | 予選敗退 |
| 2015   | 予選敗退                     | 予選敗退 | 予選敗退 | 予選敗退 | 予選敗退 | 予選敗退 | 予選敗退 |
| 2017   | 予選敗退                     | 予選敗退 | 予選敗退 | 予選敗退 | 予選敗退 | 予選敗退 | 予選敗退 |
| 2019   | 予選敗退                     | 予選敗退 | 予選敗退 | 予選敗退 | 予選敗退 | 予選敗退 | 予選敗退 |
| 2021   | 予選敗退                     | 予選敗退 | 予選敗退 | 予選敗退 | 予選敗退 | 予選敗退 | 予選敗退 |
| 通算   | 最高成績 : - 7大会中/0回出場 | 0        | 0        | 0        | 0        | 0        | 0        |